# Marija Stambolić
Marija Stambolić (* 4. Januar 1993 in der Bundesrepublik Jugoslawien) ist eine serbische Leichtathletin, die sich auf den Mittelstreckenlauf spezialisiert hat.

## Sportliche Laufbahn
Erste internationale Erfahrungen sammelte Marija Stambolić im Jahr 2009, als sie bei den Jugendweltmeisterschaften in Brixen mit 2:11,16 min im Halbfinale im 800-Meter-Lauf ausschied. Anschließend schied sie beim Europäischen Olympischen Jugendfestival (EYOF) mit 2:12,08 min im Vorlauf über 800 m aus. Im Jahr darauf schied sie bei den Juniorenweltmeisterschaften in Moncton mit 2:09,35 min in der Vorrunde aus und 2011 belegte sie bei den Balkan-Meisterschaften in Sliwen in 2:09,80 min den fünften Platz. 2012 schied sie bei den Juniorenweltmeisterschaften in Barcelona mit 2:29,85 min erneut im Vorlauf aus und wurde anschließend in 2:09,49 min Vierte bei den Balkan-Meisterschaften in Eskişehir. 2013 klassierte sie sich mit 2:11,63 min auf dem fünften Platz bei den Balkan-Meisterschaften in Stara Sagora und 2015 wurde sie bei den Balkan-Meisterschaften in Pitești in 2:11,70 min Fünfte. 
2018 belegte sie bei den Balkan-Hallenmeisterschaften in Istanbul in 2:13,42 min den fünften Platz und bei den Freiluftmeisterschaften Ende Juli in Stara Sagora erreichte sie nach 2:12,21 min Rang sechs. Im Jahr darauf gewann sie dann bei den Balkan-Hallenmeisterschaften in Istanbul in 2:08,45 min die Bronzemedaille über 800 m und 2020 wurde sie bei den Balkan-Hallenmeisterschaften ebendort in 2:10,97 min Fünfte. 2021 klassierte sie sich bei den Balkan-Meisterschaften in Smederevo mit 2:06,82 min auf dem fünften Platz.
In den Jahren 2012, 2020 und 2021 wurde Stambolić serbische Meisterin im 800-Meter-Lauf im Freien sowie 2019, 2020 und 2022 in der Halle. Zudem siegte sie 2020 auch im 1500-Meter-Lauf in der Halle.

## Persönliche Bestleistungen
- 800 Meter: 2:05,76 min, 5. September 2021 in Maribor
  - 800 Meter (Halle): 2:08,45 min, 16. Februar 2019 in Istanbul
- 1500 Meter: 4:27,94 min, 6. August 2011 in Kragujevac
  - 1500 Meter (Halle): 4:38,81 min, 1. Februar 2020 in Belgrad